# Einmal sehen wir uns wieder
Einmal sehen wir uns wieder – utwór niemieckiej wokalistki Lale Andersen, napisany przez Rudolfa Malucka i Ernsta Badera, a nagrany oraz wydany w 1961 roku. Piosenka została umieszczona na trzech albumach wokalistki: Goldene Serie z 1962 roku, Stimme für Millionen (1971) oraz Lili Marleen (1987). 
W 1961 roku utwór reprezentował Niemcy podczas finału 6. Konkursu Piosenki Eurowizji. Podczas konkursu, który odbył się 18 marca 1961 roku w Palais des Festivals w Cannes, został zaprezentowany jako ósmy w kolejności i ostatecznie zdobył 3 punkty, kończąc udział na trzynastym miejscu w ogólnej klasyfikacji. Dyrygentem orkiestry podczas jej występu był Franck Pourcel.